# Georg Wacker

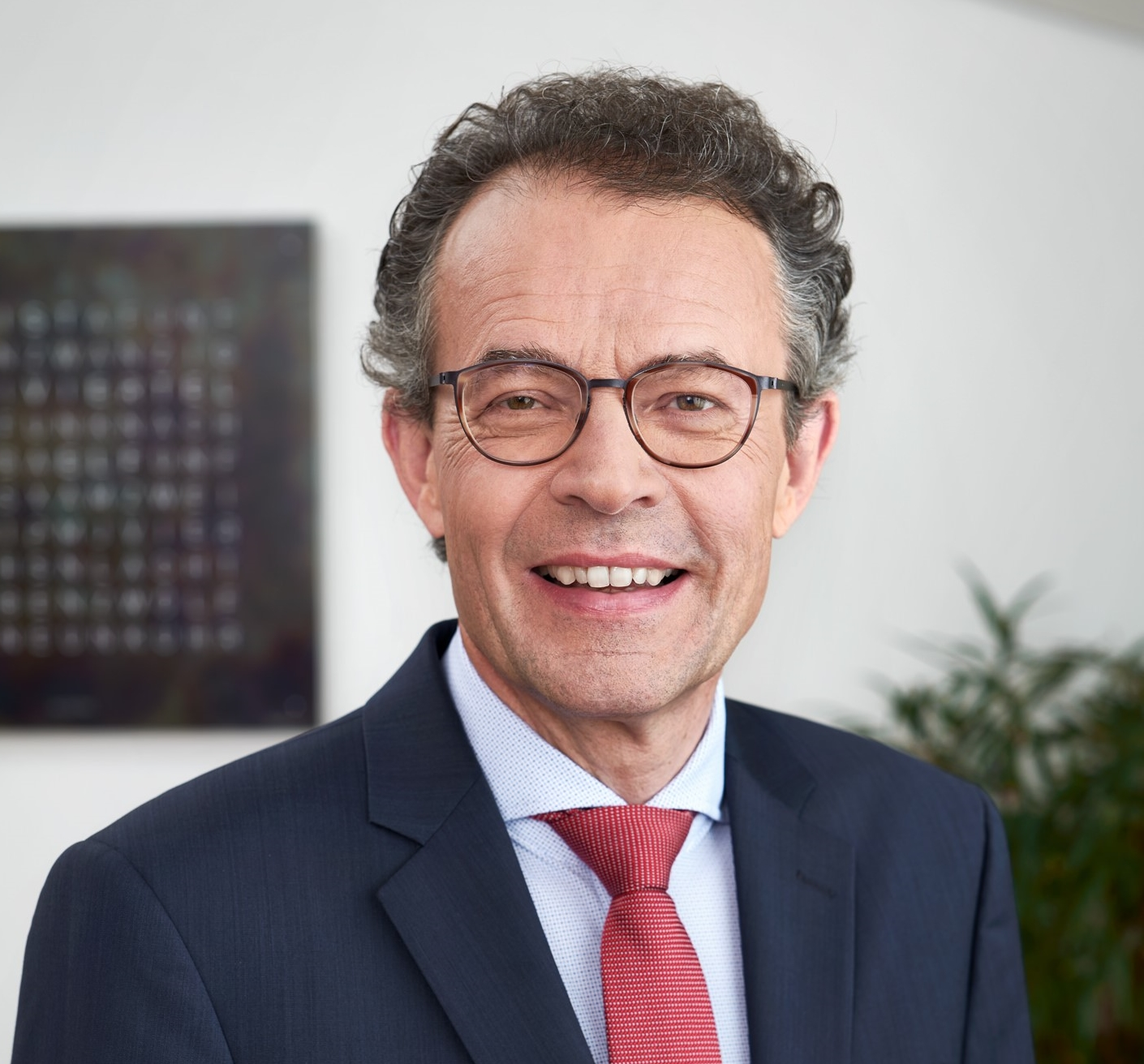
Georg Wacker (2021)

Georg Wacker (* 9. Januar 1962 in Ulm) ist ein deutscher Politiker (CDU) und Geschäftsführer der Staatlichen Toto-Lotto GmbH Baden-Württemberg.

## Beruflicher Werdegang
Wacker studierte nach seinem Hauptschulabschluss an der Staatlichen Hochschule für Musik und Darstellende Kunst Heidelberg-Mannheim Klavier bei Hans Thürwächter und Posaune bei Paul Schreckenberger. Das Studium schloss er 1982 als Diplom-Musiklehrer und 1983 mit der Orchester-Abschlussprüfung ab. Nach seinem Grundwehrdienst im Luftwaffenmusikkorps II in Karlsruhe war er ab 1985 als Musiklehrer an den Musikschulen in Schriesheim, Neckargemünd und Korntal-Münchingen tätig. Ab 1992 erhielt er einen Lehrauftrag an der Bundesakademie für musikalische Jugendbildung in Trossingen. Von 1992 an bis zu seiner Wahl in den Landtag war er Leiter der städtischen Musikschule Renningen.

## Politische Laufbahn
1976 trat Wacker in die Junge Union ein, 1978 in die CDU im Rhein-Neckar-Kreis. Kommunalpolitisch engagierte er sich als Mitglied des Gemeinderates in Schriesheim. Von 1987 bis 1989 war er Kreisvorsitzender der Jungen Union Rhein-Neckar und danach bis 1993 stellvertretender Bezirksvorsitzender der Jungen Union Nordbaden. 2003 wurde er zum Kreisvorsitzenden der CDU Rhein-Neckar gewählt und hatte diese Position bis 2011 inne.
2006 bis 2011 war Wacker politischer Staatssekretär der Landesregierung von Baden-Württemberg im Ministerium für Kultus, Jugend und Sport. Gleichzeitig war er Ehrenamts- und Weiterbildungsbeauftragter der Landesregierung. Federführend war er im Kultusministerium für die frühkindliche und kulturelle Bildung zuständig. Er initiierte erstmals ein Bündnis für das lebenslange Lernen mit allen relevanten Partnern der Landesregierung aus der Weiterbildung.
Von 1996 bis 2017 gehörte er dem Landtag von Baden-Württemberg für den Wahlkreis Weinheim an. Er wurde fünfmal gewählt, darunter errang er viermal das Direktmandat und einmal das Zweitmandat.
Von 1996 bis 2001 war er jugendpolitischer Sprecher der CDU-Landtagsfraktion. Von 2001 bis 2006 und von 2011 bis 2016 war er bildungspolitischer Sprecher der CDU-Landtagsfraktion und gehörte gleichzeitig dem Fraktionsvorstand an. Seit 2007 gehört er als gewähltes Mitglied dem Landesvorstand der CDU Baden-Württemberg an. Dem Bundesfachausschuss für Bildung, Forschung und Innovation der CDU Deutschlands gehörte er von 2008 bis 2016 an. Er begleitete den Vorsitz der Konferenz der bildungspolitischen Sprecher der Länder der CDU in Deutschland von 2015 bis 2016. Unmittelbar nach der Landtagswahl 2016 war er Verhandlungsführer der CDU in Baden-Württemberg in der Bildungspolitik bei den erstmaligen Koalitionsverhandlungen zwischen Grünen und CDU. Von 2016 bis 2017 war er Sprecher für Mittelstand und Innovation der CDU-Landtagsfraktion.
Am 31. Dezember 2017 legte Wacker sein Landtagsmandat nieder und ist seit 1. Januar 2018 Geschäftsführer der Staatlichen Toto und Lotto GmbH Baden-Württemberg. Für ihn rückte Julia Philippi in den Landtag nach. Er war auch stellvertretender Bezirksvorsitzender der CDU Nordbaden von 2009 bis 2019.

## Sonstige Funktionen und Mitgliedschaften
- Mitglied des Senats der Wirtschaft
- Mitglied des Wirtschaftsrats der CDU e. V.
- Aufsichtsrat Stiftung Entwicklungs-Zusammenarbeit Baden-Württemberg
- Mitglied im Kuratorium „Freunde und Förderer des Nationaltheaters Mannheim“
- Mitglied im Kuratorium „Dokumentations- und Kulturzentrum deutscher Sinti und Roma“
- Vorsitzender des Kuratoriums des privaten Hochbegabtengymnasiums „Leonardo da Vinci“ in Neckargemünd (2011–2017)